# سگ‌ماهی دانه‌دار
سگ‌ماهی دانه‌دار (نام علمی: Centroscyllium granulatum) نام یک گونه از راسته خاردارکوسه‌سانان است.